# كاثرين بيمنت ديفيز
كاثرين بيمنت ديفيز (15 يناير 1860-10 ديسمبر 1935) مصلحة اجتماعية أميركية في الحقبة التقدمية وعالمة في علم الجريمة، وأصبحت أول امرأة ترأس قسمًا إداريًا كبيرًا في مدينة نيويورك عند تعيينها مفوضة الإصلاحيات في 1 يناير 1914. ديفيز معلمة مدرسة سابقة من شمال ولاية نيويورك، وأصبحت فيما بعد واحدة من أوائل الإناث الحاصلات على درجة الدكتوراه في البلاد عندما حصلت على درجة الدكتوراه في الاقتصاد من جامعة شيكاغو عام 1901. اشتهرت ديفيز أيضًا بعملها أخصائية في إدارة السجون وكاتبة، ولها تأثير طويل الأمد على إصلاح العقوبات الأمريكية في أواخر القرن التاسع عشر وأوائل القرن العشرين.
صنف معرض بنما والمحيط الهادئ كاثرين بيمنت ديفيز كواحدة من أكثر ثلاث نساء تميزًا في أمريكا، إلى جانب زيليا نوتال وجين آدمز. تُذكر ديفيز أيضًا لريادتها في إصلاح السجون استنادًا على العلم وأبحاثها الرائدة حول الجنسانية الأنثوية.

## العمل في الإصلاحيات

### إصلاحية بيدفورد هيلز
افتتحت ولاية نيويورك إصلاحية بيدفورد هيلز للنساء، نيويورك، في مايو 1901، وكانت ديفيز مشرفةً فيها. كان تعليم النساء وإعطاؤهن المزيد من الفرص هو هدفها الأساسي لأنها اعتقدت أن نقص الفرص دفع النساء إلى الأنشطة الإجرامية وغير الأخلاقية. أيدت ديفيز إلقاء القبض على البغايا المشتبه بهن، ولم تأخذ في الحسبان إمكانية اتهام امرأة بريئة عن طريق الخطأ. إلى جانب المبنى الإداري، تضمن الحرم «قاعة استقبال، وأربعة أكواخ، ومبنى الغسيل، ومركز طاقة، وبوابة، وإسطبل». لقاعة الاستقبال جناحان، أحدهما على غرار سجن تقليدي بثلاثة طوابق في كل منها 24 زنزانة، بينما احتوى الجناح الآخر على غرف تتسع لاثنتين وأربعين نزيلة. تراوحت أعمار النساء في بيدفورد بين السادسة عشرة والثلاثين، قُبض عليهم لأسباب مختلفة مثل الدعارة أو الثمالة في مكان عام. عندما بدأت ديفيز العمل في بيدفورد، كان ما يقرب من ربع النساء من غير السكان الأصليين، ولكن بحلول نهاية عملها هناك، شكلت النساء الأمريكيات من أصل أفريقي خمس السكان. في البداية، صممت ديفيز الإصلاحية لتكون على الأرجح مدرسة داخلية أكثر من كونها سجنًا، لأنها أرادت مساعدة النساء على بدء حياة جديدة. لكنها عندما رأت المزيد من الجناة، بدأت في ربط الفسوق الأخلاقي بالإجرام والقدرة العقلية، هذا ما دفعها إلى التفكير في تحسين النسل.

### تقييمات سابقة للحكم
في عام 1909 اتفقت ديفيز مع جمعية نيويورك للتعليم العام لإجراء دراسة نفسية في بيدفورد. اعتقدت ديفيز أن نتائج اختباراتها أشارت إلى أن «القصور العقلي» يزداد لدى النساء الجانحات. لم تأخذ الاختبارات الفسيولوجية بعين الاعتبار المستويات التعليمية للنزلاء. في عام 1910 دافعت ديفيز عن تمكين القضاة من الوصول إلى البحوث والتقييمات السابقة لإصدار الأحكام حتى يتمكنوا من اتخاذ الأماكن المناسبة. نظرًا لأن ديفيز ربطت القصور العقلي بالإجرام، فقد افترضت أن المجرمين يجب أن يكون حكمهم حكمًا مؤبدًا بدلًا من تحديد العقوبات لكل جريمة. أعطت السجناء أحكامًا غير محددة حتى يكون لديهم أمل في المستقبل والتغيير لكنها أرادت أن تبقيهم منفصلين عن المجتمع. في عام 1913 كتبت ديفيز أفكارها في كتيب بعنوان، خطة عقلانية لمعاملة النساء المُدانات في محاكم مدينة نيويورك، ووزِع على نطاق واسع على الأشخاص المنتسبين إلى نظام العدالة الجنائية في مدينة نيويورك. تركت ديفيز بيدفورد في عام 1914 عندما اختارها العمدة جون بورروي ميتشل لرئاسة لجنة الإصلاحيات مما جعلها أول امرأة ترأس قسم إداري في مدينة نيويورك. بناءً على دورها في المجتمع المنادي بحق الاقتراع ومنصبها كمفوضة، كانت ديفيز على قائمة الحزب التقدمي لعام 1914 لمقعد المؤتمر الدستوري للولاية، مما جعلها أول امرأة تترشح لمنصب على مستوى ولاية نيويورك على لائحة الرئيسية لمرشحي الحزب.

## مكتب النظافة الاجتماعية
كان مكتب النظافة الاجتماعية في مدينة نيويورك وكالة أسسها جون دي. روكفلر الابن في عام 1913 من أجل «دراسة، وتحسين، ومنع تلك الظروف الاجتماعية والجرائم والأمراض التي تؤثر سلبًا على رفاهية المجتمع، مع إشارة خاصة إلى الدعارة وما يصاحبها من شرور». أسس روكفلر الوكالة نتيجة تعيينه عام 1911 في هيئة محلفين كبرى خاصة للتحقيق في العبودية البيضاء في مدينة نيويورك. تأثر عمل المكتب بالرأي القائل بوجود أساس بيولوجي للجريمة. ركز المكتب في سنواته الأولى على الدعارة والرذيلة والفساد السياسي. خلال السنوات اللاحقة، حول المكتب تركيزه نحو علم الإجرام. توقف المكتب عن منح اعتمادات جديدة في عام 1934، وبحلول عام 1937 أنهى جميع التزاماته السابقة.
عندما انطلق المكتب لأول مرة، عملت ديفيز عضوًا في أول مجلس استشاري للمكتب. بسبب ديفيز تحول اهتمام المكتب تدريجيًا إلى السلوك الجنسي. في هذه المرحلة، قلّت مشاركة روكفلر في المكتب. في عام 1927 أنهى روكفلر توظيف ديفيز بسبب الاتجاه الذي كان يسير فيه المكتب. كانت ديفيز تأمل في مواصلة العمل في المكتب حتى سن التقاعد، لكن روكفلر أوضح أنه لا مكان لها في المكتب. سبب طردها من المكتب غير مفهوم تمامًا، لكن كان من الواضح أن موقفها الخالي من الأحكام المسبقة تجاه الجنس ورغبتها في تحويل المكتب إلى منظمة بحثية لدراسة الجنس البشري كان أمرًا غير مقبول لروكفلر ومستشاريه الذكور. لعب التحيز الجنسي في المنظمة دورًا مهمًا فقد كرهها العديد من زملائها الذكور، وسعى البعض بنشاط إلى إنهاء قيادتها.

### بحوث جنسانية
خلال العقد الثاني من القرن العشرين، كانت ديفيز من دعاة المعايير الأخلاقية الصارمة فيما يتعلق بالجنس. انتقدت الرجال والنساء لممارسة الجنس دون زواج، بل ودعمت الحملة العنيفة للحكومة الفيدرالية ضد الدعارة وانتشار الأمراض المنقولة جنسيًا. ركزت ديفيز في أبحاثها الأولية على محور رئيسي وهو سوء السلوك الجنسي للمرأة. لكن بحلول العقد الثالث من القرن العشرين، تحول تركيز ديفيز للبحث في السلوكيات الجنسية الفعلية. في مكتب النظافة الاجتماعية، رتبت ديفيز لإجراء بحث رائد حول النشاط الجنسي للإناث «العاديات». طُلب من نحو 5000 امرأة، عُثر على أسمائهن من أدلة عضوية النادي وقوائم خريجات الكلية، المشاركة في البحث. سًئلن عن رأيهن في «الممارسات الجنسية الذاتية، وتكرار الرغبة الجنسية، والتجارب الجنسية المثلية، واستخدام موانع الحمل، وتكرار الاتصال الجنسي، والتجارب الجنسية قبل الزواج وخارجه». ساعدتها نتائج هذا البحث في تجميع ونشر العوامل في الحياة الجنسية لألفين ومئتي امرأة في عام 1929. عارض البحث الفكرة الفيكتورية عن «انعدام العاطفة» الأنثوية، وصدمت القراء بسبب مناقشتها الليبرالية للعادة السرية، ما اعتبر فضيحة في ذلك الوقت. بعد أكثر من عقدين من الزمن، أثر عمل ديفيز على أبحاث الدكتور ألفريد كينسي. في عام 1921 شاركت ديفيز في تأسيس لجنة أبحاث المجلس القومي للبحوث حول مشاكل الجنس لمواصلة دراسة النشاط الجنسي البشري. عمومًا، من المعروف اليوم أن كاثرين بيمنت ديفيز هي واحدة من أكثر الأشخاص تأثيرًا عندما يتعلق الأمر بالبحوث المتعلقة بالجنس البشري والجنس.

### تحسين النسل
اعتبر الكثيرون التعقيم الإجباري وسيلة لتقليل حدوث الاضطرابات النفسية والإعاقات الذهنية في عموم سكان الولايات المتحدة. ربطت ديفيز -العالمة في تحسين النسل- خلال فترة عملها كسكرتيرة عامة، المكتب بالرواد في مجال تحسين النسل مثل هاري لافلين، وتشارلز دافنبورت، وإي. إس غوسني، مدير مؤسسة تحسين الإنسان في كاليفورنيا. اتجهت ديفيز نحو تفسيرات تحسين النسل للإجرام والفجور على نحو متزايد وذلك بسبب تركيزها على الأخلاق. لم تكن ديفيز تميل دائمًا نحو تحسين النسل، لكنها أعطت أولًا ترجيحًا متساويًا للوراثة والبيئة، واصفةً الاثنين بأنهما «متشابكان بشكل ميؤوس منه». في عام 1909 أظهرت ديفيز دعمها لعلم تحسين النسل فقد حذرت من أن «الوراثة السيئة» هي سبب المشاكل التي تسبب بها «الحمقى الأخلاقيون». سرعان ما ساوت ديفيز بين «الحمقى الأخلاقيين» والعجز العقلي. سرعان ما اعتقدت أن العلاج يجب أن يناسب المجرم وليس الجريمة. نظرًا لأن الذكاء، بالنسبة لها، كان ثابتًا ويمكن وراثته، بدأت تعتقد أنه يجب حبس بعض الجناة مدى الحياة في مؤسسات الاحتجاز. في عام 1924 قبلت ديفيز منصبًا في لجنة تحسين النسل التابعة للمجلس الاستشاري للولايات المتحدة.